# تنام منعزل
تنام منعزل (الاسم العلمي: Tinamus solitarius) هو نوع من الطيور يتبع جنس التنام من فصيلة التنامية.

## صور

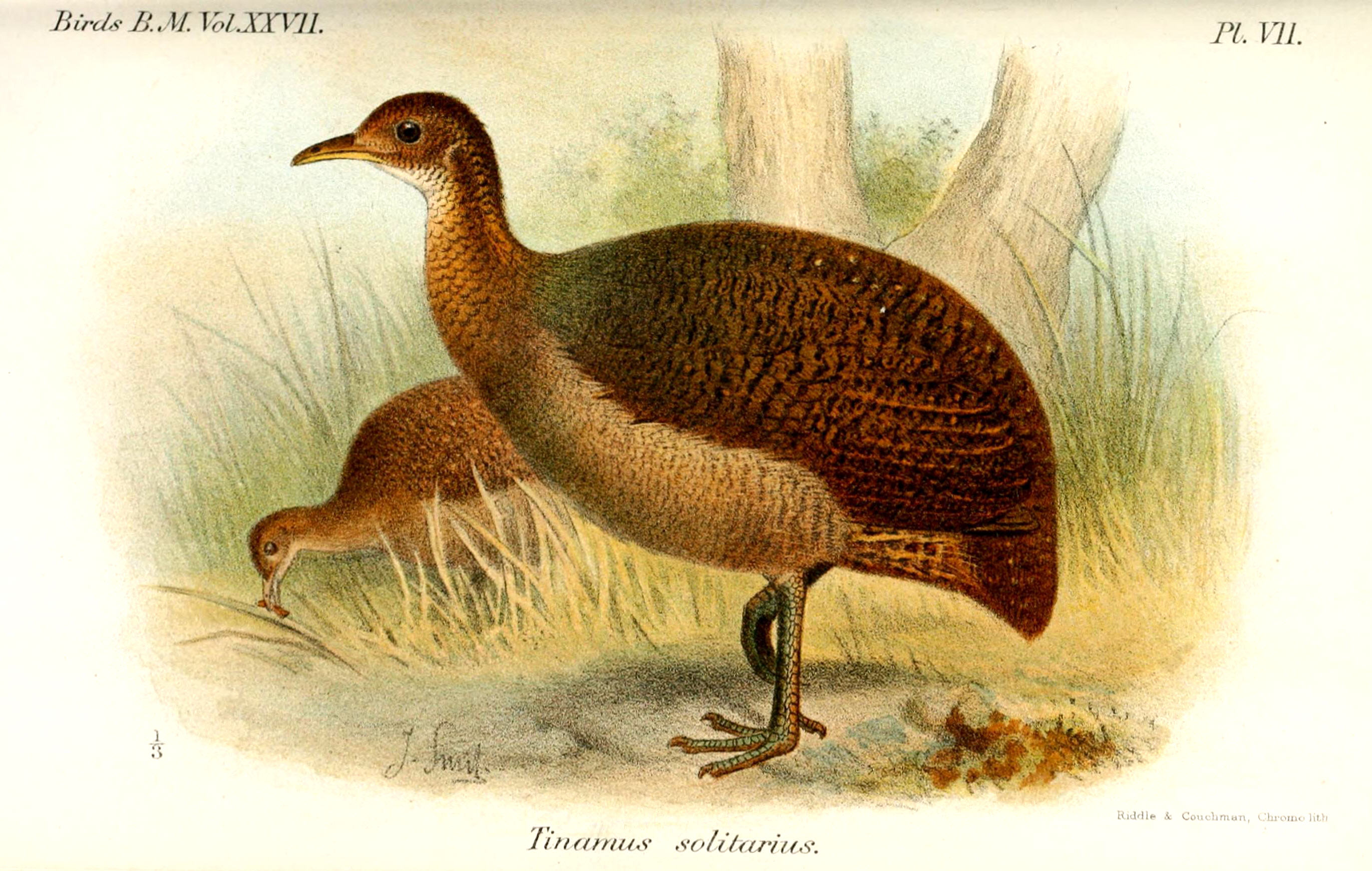
رسم حسب جوزيف سميث, 1895
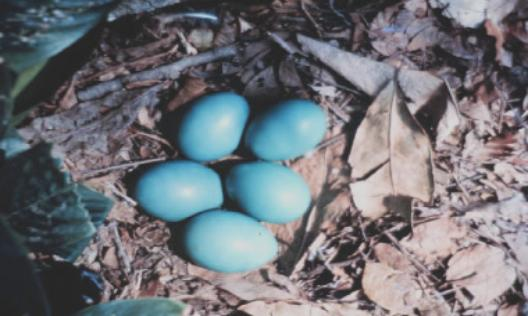
بيض التنام المنعزل في العش